# Рэйтт, Бонни
Бо́нни Линн Рэйтт (Райтт, англ. Bonnie Lynn Raitt; 8 ноября 1949, Бербанк, США) — американская певица, гитаристка, автор и исполнитель песен в стилях блюз, кантри, рок, фолк. Лауреат более 10 премий Грэмми, включена в Зал славы рок-н-ролла и Зал славы Блюза.
В 1989 году, после нескольких лет ограниченного коммерческого успеха, она добилась большого успеха со своим десятым студийным альбомом Nick of Time, в который вошла одноимённая песня. Альбом достиг первого места в чарте Billboard 200 и получил премию Грэмми за альбом года. После этого он был выбран Библиотекой Конгресса для сохранения в Национальном реестре звукозаписи США. Следующие два альбома, Luck of the Draw (1991) и Longing in Their Hearts (1994), были с многомиллионными тиражами и принесли несколько хитов, включая «Something to Talk About», «Love Sneakin’ Up On You» и балладу «I Can’t Make You Love Me» (с Брюсом Хорнсби на фортепиано).
В феврале 2023 года получила премию Грэмми в категории Песня года за «Just Like That».

## Биография
Бонни Линн Рэйтт родилась 8 ноября 1949 года в Бербанке (штат Калифорния, США). Её мать, Мардж Годдард (урождённая Хейдок, Marjorie Haydock), была пианисткой, а отец, Джон Рэйтт, был актёром в музыкальных постановках, включая «Оклахома!» и «Пижамная игра». Рэйтт имеет шотландские корни; её предки построили замок Рэйтт недалеко от Нэрна на севере Шотландии. В детстве Рэйтт часто играла с двумя своими братьями, Стивом и Дэвидом, и была по её же словам девчонкой-сорванцом. Из-за работы Джона Рэйтта театральным актёром Бонни общалась с ним не так часто, как ей хотелось бы. Рэйтт стала обижаться на свою мать, поскольку она стала главной авторитетной фигурой в семье, когда Джон отсутствовал.
Музыкально настроенные родители Рэйтт оказали сильное влияние на её жизнь. С раннего возраста Рэйтт и её братьев поощряли заниматься музыкой. Сначала Рэйтт играла на фортепиано, но её пугали способности матери. Вместо этого она начала играть на гитаре Stella, которую получила в подарок на Рождество 1957 года в возрасте восьми лет. Рэйтт не брала уроков, вместо этого она черпала влияние из американского возрождения народной музыки 1950-х годов. На неё также повлияло движение битников, заявив: «Это олицетворяло всю мою веру… Я отращивала длинные волосы, чтобы выглядеть как битник».
С восьми до пятнадцати лет Рэйтт и её братья посещали летний детский лагерь в горах Адирондак на северо-востоке штата Нью-Йорк под названием Camp Regis. Именно там Рэйтт узнала о своих музыкальных способностях, когда вожатые попросили её сыграть перед отдыхающими. Обучение исполнению песен из народных альбомов стало для Рэйтт хобби. В подростковом возрасте Рэйтт стеснялась своего веса и веснушек и рассматривала музыку как спасение от реальности. «Это было моим спасением. Я просто сидела в своей комнате и играла на гитаре», — говорит Рэйтт.
После окончания школы Oakwood Friends School в Покипси (штат Нью-Йорк), в 1967 году Рэйтт поступила в Рэдклиффский колледж Гарвардского университета, специализируясь на социальных отношениях и африканских исследованиях. По её словам, «в её планы входило путешествие в Танзанию, где президент Джулиус Ньерере создавал правительство, основанное на демократии и социализме». Она была вокалисткой в музыкальной группе кампуса под названием «Revolutionary Music Collective», основанной автором песен Бобом Телсоном, которая выступала перед бастующими студентами Гарварда во время студенческой забастовки 1970 года. Рэйт подружилась с блюзовым промоутером Диком Уотерманом. На втором курсе колледжа Рэйт оставила учёбу на семестр и переехала в Филадельфию с Уотерманом и другими местными музыкантами. По словам Рэйтт, это была «возможность, которая изменила всё».

## Карьера

### 1970—1976
Летом 1970 года она играла вместе со своим братом Дэвидом на бас-гитаре с кантри-блюзовым певцом и гитаристом Миссисипи Фредом Макдауэллом на Фолк-фестивале в Филадельфии, а также выступала перед Джоном Хаммондом в кафе Gaslight в Нью-Йорке, её увидел репортер из Newsweek, который начал распространять информацию о её выступлении. Вскоре на концерты Рэйтт стали приходить скауты из крупных звукозаписывающих компаний, чтобы посмотреть на её игру. В конце концов, она приняла предложение от звукозаписывающей фирмы Warner Bros., которая вскоре выпустила её дебютный альбом Bonnie Raitt в 1971 году. Альбом был тепло принят музыкальной прессой, многие авторы хвалили её мастерство как интерпретатора и как отличного гитариста; в то время лишь немногие женщины в популярной музыке имели сильную репутацию как гитаристы.
Несмотря на восхищение тех, кто видел её выступления, и уважение коллег, Рэйтт не получила большого общественного признания за свою работу. Её авторитет среди критиков продолжал расти, но продажи пластинок оставались скромными. Её второй альбом Give It Up был выпущен в 1972 году и получил положительные отзывы. Один журналист назвал альбом «отличной подборкой» и «утвердил артистку как изобретательного и отзывчивого интерпретатора». Однако он не изменил её коммерческую судьбу. Альбом 1973 года Takin' My Time был также встречен критиками, но эти отзывы не были подкреплены продажами.
Рэйтт начала получать больше внимания от прессы, включая статью с появлением на обложке Rolling Stone в 1975 году, но после альбома Streetlights 1974 года отзывы о её творчестве становились всё более неоднозначными. К этому моменту Рэйтт уже экспериментировала с разными продюсерами и разными стилями, и она начала принимать более мейнстримовое звучание, которое продолжилось в альбоме Home Plate 1975 года. В 1976 году Рэйтт появилась на одноимённом альбоме Уоррена Зевона Warren Zevon
Она познакомилась с Лоуэллом Джорджем из группы Little Feat и испытала сильное влияние его стиля игры на слайд-гитаре с предварительным компрессором. Би Би Кинг однажды назвал Рэйтт «лучшим чёртовым слайд-игроком, работающим сегодня».

### 1977—1988
Альбом 1977 года Sweet Forgiveness стал первым коммерческим прорывом для Рэйтт, когда она выпустила хитовый сингл с переделанной песней «Runaway». Переделанная в тяжелый ритм-энд-блюз, основанный на ритмическом груве, вдохновленном Элом Грином, версия «Runaway» Рэйтт была воспринята многими критиками с пренебрежением. Однако коммерческий успех песни привел к тому, что между Warner Bros. и Columbia Records разгорелась война за Рэйтт. «В то время шла большая война между Columbia и Warner», — вспоминала Рэйтт в интервью 1990 года. «Джеймс Тейлор только что покинул Warner Bros. и записал большой альбом для Columbia… А потом Warner подписала контракт с Полом Саймоном, и они не хотели, чтобы у меня был хитовый альбом для Columbia — несмотря ни на что! Поэтому я перезаключила свой контракт, и они практически сравнялись с предложением Columbia. Честно говоря, сделка была действительно большой».
В 1980 году она снялась в роли самой себя в фильме компании Paramount «Городской ковбой», где исполнила песню «Don’t It Make You Wanna Dance».
Для своей следующей пластинки, «Green Light» 1982 года, Рэйтт предприняла сознательную попытку вернуться к звучанию своих ранних записей. Однако, к своему удивлению, многие из её коллег и СМИ сравнили её новое звучание с зарождающимся движением новой волны. Альбом получил самые хорошие отзывы за последние годы, но его продажи не улучшились, и это сильно повлияло на её отношения с Warner Brothers.
В июле 1987 года посетила Советский Союз, выступив в Измайлово на концерте-митинге «Наш ход» совместно с Джеймсом Тейлором, Владимиром Пресняковым, «The Doobie Brothers», «Автографом», Жанной Бичевской, «Santana» и Надеждой Бабкиной с ансамблем «Русская песня».

## Личная жизнь
Рэйтт брала творческие отпуска, в том числе после смерти родителей, брата и лучшего друга. Она говорила: «Когда я переживала большие потери, я брала перерыв». Рэйтт и актёр Майкл О’Киф поженились 27 апреля 1991 года. Они объявили о своем разводе 9 ноября 1999 года, причем одним из факторов, по-видимому, было то, что их карьеры привели к значительной разлуке.
Бонни близки квакерские идеалы.

## Награды
Лауреат 10 премий Грэмми. В 1990 году её альбом Nick of Time признан лучшим альбомом года в главной номинации Премия «Грэмми» за лучший альбом года (Don Was (продюсер) & Bonnie Raitt). Тогда же получила несколько премий в категориях блюз (Best Traditional Blues Recording), Поп-музыка (Best Pop Vocal Performance, Female) и рок (Best Rock Vocal Performance, Female). В 1992 году получила несколько премий Грэмми за песню «Something to Talk About» (в категории Best Pop Vocal Performance, Female), за песню «Luck of the Draw» (Best Rock Vocal Performance, Solo) и за песню «Good Man, Good Woman» (Best Rock Performance by a Duo or Group with Vocal). Тогда же в 1992 году она получила премию Персона года «MusiCares».
В марте 2000 года была включена в Зал славы рок-н-ролла. В 2010 была включена в Зал славы Блюза.
В феврале 2023 года получила премию Грэмми в категории Песня года за «Just Like That».

## Политика
Бонни Рэйтт активна в общественной жизни, выступает за сохранение природы и ограничения в строительстве ядерных электростанций, является членом-основателем движения Musicians United for Safe Energy. Ещё в 1972 году её альбом Give It Up носил посвящение «народу Северного Вьетнама». Участвовала в нескольких президентских кампаниях в США (Джон Эдвардс в 2008 году, Берни Сандерс в 2016 году).

## Дискография

### Студийные альбомы
| Год  | Альбом                  | Позиция в чартах | Позиция в чартах | Сертификация      | Сертификация |
| Год  | Альбом                  | US 200           | UK Albums        | US                | CAN          |
| ---- | ----------------------- | ---------------- | ---------------- | ----------------- | ------------ |
| 1971 | Bonnie Raitt            | —                | —                | —                 | —            |
| 1972 | Give It Up              | 138              | —                | Gold              | —            |
| 1973 | Takin' My Time          | 87               | —                | —                 | —            |
| 1974 | Streetlights            | 80               | —                | —                 | —            |
| 1975 | Home Plate              | 43               | —                | —                 | —            |
| 1977 | Sweet Forgiveness       | 25               | —                | Gold              | —            |
| 1979 | The Glow                | 30               | —                | —                 | —            |
| 1982 | Green Light             | 38               | —                | —                 | —            |
| 1986 | Nine Lives              | 138              | —                | —                 | —            |
| 1989 | Nick of Time            | 1                | 51               | 5x Multi-Platinum | 3x Platinum  |
| 1991 | Luck of the Draw        | 2                | 38               | 7x Multi-Platinum | 4x Platinum  |
| 1994 | Longing in Their Hearts | 1                | 26               | 2x Multi-Platinum | Platinum     |
| 1998 | Fundamental             | 17               | 52               | Platinum          | Gold         |
| 2002 | Silver Lining           | 13               | —                | Gold              | —            |
| 2005 | Souls Alike             | 19               | —                | —                 | —            |
| 2012 | Slipstream              | 6                | 64               | —                 | —            |
| 2016 | Dig in Deep             | 11               | 35               | —                 | —            |
| 2022 | Just Like That…         | 44               | —                | —                 | —            |

### Сборники и концертные альбомы
| Год  | Альбом                                        | Позиция в чарте | Позиция в чарте | Сертификация | Сертификация |
| Год  | Альбом                                        | US 200          | UK Albums       | US           | CAN          |
| ---- | --------------------------------------------- | --------------- | --------------- | ------------ | ------------ |
| 1990 | The Bonnie Raitt Collection                   | 61              | —               | Gold         | —            |
| 1995 | Road Tested                                   | 44              | 69              | Gold         | Gold         |
| 2003 | The Best of Bonnie Raitt on Capitol 1989—2003 | 47              | —               | —            | —            |
| 2006 | Bonnie Raitt and Friends                      | —               | —               | —            | —            |

### Синглы
| Год  | Сингл                              | Позиция в чарте | Позиция в чарте | Позиция в чарте | Позиция в чарте | Альбом                      |
| Год  | Сингл                              | US Hot 100      | US Rock         | US AC           | UK Singles      | Альбом                      |
| ---- | ---------------------------------- | --------------- | --------------- | --------------- | --------------- | --------------------------- |
| 1977 | «Runaway»                          | 57              | —               | —               | —               | Sweet Forgiveness           |
| 1980 | «You’re Gonna Get What’s Coming»   | 73              | —               | —               | —               | The Glow                    |
| 1982 | «Keep This Heart In Mind»          | —               | 39              | —               | —               | Green Light                 |
| 1986 | «No Way To Treat A Lady»           | —               | 15              | —               | —               | Nine Lives                  |
| 1989 | «Thing Called Love»                | —               | 11              | —               | 86              | Nick Of Time                |
| 1990 | «Have A Heart»                     | 49              | —               | 3               | —               | Nick Of Time                |
| 1990 | «Nick Of Time»                     | 92              | —               | 10              | 82              | Nick Of Time                |
| 1990 | «Love Letter»                      | —               | —               | 35              | —               | Nick Of Time                |
| 1991 | «Something to Talk About»          | 5               | 12              | 5               | —               | Luck Of The Draw            |
| 1991 | «I Can’t Make You Love Me»         | 18              | —               | 6               | 50              | Luck Of The Draw            |
| 1991 | «Slow Ride»                        | —               | 28              | —               | —               | Luck Of The Draw            |
| 1992 | «Not The Only One»                 | 34              | —               | 2               | —               | Luck Of The Draw            |
| 1992 | «Come to Me»                       | —               | —               | 10              | —               | Luck Of The Draw            |
| 1993 | «All At Once»                      | —               | —               | 18              | —               | Luck Of The Draw            |
| 1994 | «Love Sneakin' Up On You»          | 19              | 25              | 2               | 69              | Longing In Their Hearts     |
| 1994 | «You»                              | 92              | —               | 15              | 31              | Longing In Their Hearts     |
| 1994 | «Storm Warning»                    | —               | —               | 38              | —               | Longing In Their Hearts     |
| 1995 | «You Got It»                       | 33              | —               | 6               | —               | Boys On The Side soundtrack |
| 1995 | «Rock Steady» (с Брайаном Адамсом) | 73              | —               | 30              | —               | Road Tested                 |
| 1998 | «One Belief Away»                  | —               | —               | 15              | —               | Fundamental                 |
| 1999 | «Lover’s Will»                     | —               | —               | 23              | —               | Fundamental                 |
| 2002 | «Silver Lining»                    | —               | —               | 21              | —               | Silver Lining               |
| 2002 | «I Can’t Help You Now»             | —               | —               | —               | —               | Silver Lining               |
| 2003 | «Time Of Our Lives»                | —               | —               | 27              | —               | Silver Lining               |
| 2005 | «I Will Not Be Broken»             | —               | —               | 27              | —               | Souls Alike                 |
| 2006 | «I Don’t Want Anything To Change»  | —               | —               | 38              | —               | Souls Alike                 |